# 粟飯原常世
粟飯原 常世（あいはら つねよ、嘉永3年8月〈1850年〉 - 1919年〈大正8年〉9月24日）は、幕末の長州藩士、大日本帝国陸軍軍人。最終階級は陸軍少将。位階勲等は従四位勲二等功三級。

## 経歴
長門国阿武郡椿郷西分村（現山口県萩市）で、長州藩士・粟飯原衛門兵衛の長男として生まれた。四境戦争、鳥羽・伏見の戦い、戊辰戦争での奥州各地の戦闘に参戦した。
1872年（明治5年）2月、陸軍少尉に任官。西南戦争では別働狙撃大隊（長：河野通好少佐）の第1中隊長を務め、佐賀県を転戦のち熊本城下守備につく。1891年（明治24年）4月に陸軍歩兵中佐・歩兵第19連隊長に補任され、第3師団・桂太郎中将隷下で日清戦争に出征し、海城攻防戦にて奮戦した。
その後、1894年（明治27年）11月に陸軍歩兵大佐、1896年（明治29年）9月には本職を免じられ歩兵第14連隊長に補され、翌年の1897年（明治30年）12月に陸軍少将・歩兵第7旅団長に任官する。
1900年（明治33年）3月に休職するが、のち復職し、留守歩兵第20旅団長、そののち後備歩兵第5旅団長となり日露戦争に出征した。1905年（明治38年）11月、予備役。

## 栄典
位階
- 1891年（明治24年）12月28日 - 正六位[10]
- 1895年（明治28年）2月13日 - 従五位[11]
- 1897年（明治30年）12月24日 - 正五位[12]
- 1907年（明治40年）5月22日 - 従四位[2]

勲章等
- 1906年（明治39年）4月1日 - 功三級金鵄勲章・勲二等旭日重光章[13]